# Thomas Bscher
Thomas Bscher, né le 2 avril 1952, est un ancien pilote automobile allemand. Il a remporté plusieurs victoires au volant de la McLaren F1 GTR.

## Palmarès
- Vainqueur du Championnat BPR en 1995 avec John Nielsen
- Vainqueur du Championnat GTR Euroseries en 1998 avec Geoff Lees

## Résultats aux 24 Heures du Mans
En 1999, il a terminé à la 5e place sur sa BMW V12 LM privée. Néanmoins, sa conduite a été critiquée pour avoir empêché le dépassement de la Toyota GT-One alors deuxième et qui menaçait la première place de la BMW V12 LMR officielle,.